# NBAウィークリー
『NBAウィークリー』は、1994年4月3日から1995年9月24日までテレビ東京で放送されたNBAのダイジェスト番組である。
地上波初のNBAダイジェスト番組として放送開始。現地で番組制作を行い、日本語の話せるキャスターを起用したより本格的な番組となっていた。

## 出演
- ドナ・ウィニキー

## ナレーション
- 佐藤レイジ

## 放送時間
どちらもテレビ東京の時間帯とする（出典：）。
| 放送期間   | 放送期間   | 放送時間（日本時間）       |
| ---------- | ---------- | -------------------------- |
| 1994.04.03 | 1995.03.26 | 日曜 10:30 - 11:00（30分） |
| 1995.04.02 | 1995.09.24 | 日曜 12:00 - 12:30（30分） |

## 放送局
- テレビ東京（制作局）
- テレビ北海道（同時ネット）[4]

## テレビ東京とNBA
テレビ東京は「NBAウィークリー」の放送のみならず中継実績もあり、NBAとの関係は深い。
1980年代にはNBAオールスターゲームやファイナルなど重要な試合を中継してきた。
1992年に初めてNBA開幕戦を中継。
放映権は一時、テレビ朝日、TBSに回るが、2002年に再び獲得。
2003年にマイケル・ジョーダンが引退した際には特集を組み特別番組として放送。さらにこの年のNBAジャパンゲームを放送。2004年に田臥勇太がNBAデビューを果たすと開幕戦の録画中継も実施した。